# Lost Without You
Lost Without You – ballada popowa napisana przez Bridget Benenate i Matthew Gerrarda oraz wyprodukowana przez tego drugiego, na debiutancki album Delty Goodrem zatytułowany Innocent Eyes oraz wydany w 2003 roku. Utwór został wydany jako drugi singel z albumu dnia 28 lutego 2003 roku w Australii, a światowa premiera utworu miała miejsce w połowie 2003 roku. Piosenka stała się drugim utworem artystki notowanym na 1. miejscu Australijskiego zestawienia, a także dotarła do pierwszej dziesiątki w notowaniach w Nowej Zelandii, Wielkiej Brytanii oraz Szwecji. Ponownie nagrana i zremiksowana wersja utworu została wydana w Stanach Zjednoczonych 28 lipca 2005 roku w formie do pobrania.
W 2005 roku artystka wykonała utwór na gali World Music Awards.

## Teledyski
Na potrzeby promocji singla nagrano dwa teledyski – jeden wydany poza Stanami Zjednoczonymi oraz jeden przeznaczony na rynek amerykański.
Pierwszą wersję klipu wyreżyserowała Katie Bell, a nagrywano ją w Londynie. Premiera teledysku miała miejsce 17 lutego 2003 roku. Sama artystka powiedziała o nim: "To duży krok w stosunku do poprzedniego klipu. Jest on trochę luźniejszy. Daliśmy sobie trochę luzu i wolności przy jego tworzeniu. Inne moje teledyski wyglądają naprawdę poważnie, a ja właściwie pozwalam sobie na dużo więcej radości niż to co ludzie mogliby po nich wnioskować. A atmosfera tego klipu i w ogóle – bardzo się cieszę z efektów." W tej wersji klipu Goodrem wchodzi do pokoju dziennego w swoim domu i siadając do fortepianu zapala lampkę, po czym zaczyna grać, co widzimy we fragmentach wideo. W kolejnych scenach artystka wspomina spotkania ze swoimi przyjaciółmi. Teledysk, wraz z dodatkiem zza kulis, zostało zawarte na pierwszym albumie DVD Goodrem zatytułowanym Delta i wydanym w 2003 roku.
Drugi teledysk został nakręcony w Kalifornii i wydano go w Stanach Zjednoczonych w sierpniu 2005 roku. Akcja klipu rozgrywa się na plaży, gdzie artystka gra na fortepianie oraz ściska się i spaceruje z mężczyzną. Całe wideo jest w kolorze czarno-białym. Sam utwór jest też lekko zmodyfikowany – jest nieco dłuższy, z lekko zmienionym wokalem oraz zaczyna się od refrenu. Także podkład jest grany nieco mocniej, niż w pierwszej wersji teledysku, której podkładem był oryginalny utwór zawarty na albumie.

## Covery utworu
Utwór został wykonany przez Darrena Hayesa podczas ceremonii ARIA Awards w 2003 roku, w następstwie choroby Goodrem uniemożliwiającej jej występ.
Jaci Velasquez, piosenkarka grająca współczesną muzykę chrześcijańską, nagrała własną wersję utworu, w której to słowa zostały zmienione tak, że zamiast do ukochanego są kierowane do Boga. Utwór jest zawarty na albumie artystki zatytułowanym Unspoken i wydanym w 2003 roku.
Australijski zespół Fido umieścił bardziej rockową wersję utworu na swoim profilu na MySpace.

## Wydania singla
| Australijski Singel CD 1. "Lost Without You" – 4:10 2. "Lost Without You" (acoustic) – 4:08 3. "In My Own Time" – 4:06 Brytyjski Singel CD 1. "Lost Without You" – 4:10 2. "Lost Without You" (acoustic) – 4:08 3. "In My Own Time" – 4:06 4. "Lost Without You" (music video) | Brytyjski Singel CD 2 1. "Lost Without You" – 4:10 2. "Hear Me Calling" – 3:48 3. "Lost Without You" (Smash 'N' Grab remix) – 4:04 Oficjalne Remiksy 1. "Lost Without You" (album version) 2. "Lost Without You" (acoustic) 3. "Lost Without You" (the Luge remix) 4. "Lost Without You" (Smash 'N' Grab remix) 5. "Lost Without You" (Smash 'N' Grab extended remix) 6. "Lost Without You" (Soulchild remix) 7. "Lost Without You" (U.S. mix) |

## Notowania
"Lost Without You" wydano w australijskich radiostacjach na początku lutego 2003 roku. Utwór stał się w tym samym tygodniu najczęściej graną piosenką. Singel zadebiutował na australijskiej ARIA Singles Chart 10 marca od razu spychając z 1. miejsca utwór "Beautiful" Christiny Aguilery i stają się drugim z rzędu singlem Goodrem na szczycie notowania. W tym samym tygodniu został wyróżniony przez ARIA statusem złotej płyty. W drugim tygodniu pobytu na liście 1. pozycję odebrał mu utwór "All the Things She Said" rosyjskiego zespołu t.A.T.u., ale już tydzień później piosenka znów była na szczycie notowania spędzając tam w sumie dwa tygodnie. Pozycję lidera "Lost Without You" straciło ponownie na rzecz "All the Things She Said". Utwór spędził w pierwszej dziesiątce notowania dwanaście tygodni, w pierwszej pięćdziesiątce osiemnaście tygodni, natomiast w pierwszej setce znajdował się przez trzydzieści dwa tygodnie. Przez ten czas stał się siódmym najlepiej sprzedającym singlem w Australii w 2003 roku i pokrył się podwójną platyną. Na Nowej Zelandii singel zadebiutował na 32. pozycji RIANZ Singles Chart 29 czerwca 2003 roku. Jedenaście tygodni zajęło mu wspięcie się na swoją najwyższą, czwartą pozycję, a całkowity czas pobytu utworu w notowaniu to dziewiętnaście tygodni.
Debiut na UK Singles Chart singel zanotował 23 czerwca 2003 roku znalazłszy się na 4. pozycji notowania, przez co stał się zarazem drugim singlem Goodrem, który znalazł się w pierwszej dziesiątce notowania w Wielkiej Brytanii. Utwór pozostawał w pierwszej dziesiątce przez trzy tygodnie, a w pierwszej siedemdziesiątce-piątce przez jedenaście tygodni. Na Irlandii single zadebiutował na 15. pozycji notowania, ale nie zdołał już awansować wyżej. Pozostawał na tej pozycji przez trzy tygodnie, a z notowania zniknął po trzynastu tygodniach.
W Stanach Zjednoczonych singel zadebiutował na 36. pozycji notowania Billboard Hot Adult Contemporary Tracks 7 lipca 2005 roku. Jedenaście tygodni później utwór osiągnął swoją najwyższą, 18. pozycję w zestawieniu. Całkowity czas obecności utworu w notowaniu to dwadzieścia tygodni.
| Notowanie (2003)          | Najwyższa pozycja |
| ------------------------- | ----------------- |
| ARIA Singles Chart        | 1                 |
| Holenderska Singles Chart | 35                |
| Niemiecka Singles Chart   | 27                |
| Irlandzka Singles Chart   | 15                |
| RIANZ Singles Chart       | 4                 |
| UK Singles Chart          | 4                 |
| Notowanie (2004)          | Najwyższa pozycja |
| Austriacka Singles Chart  | 14                |
| Szwedzka Singles Chart    | 9                 |
| Szwajcarska Singles Chart | 47                |

| Notowanie (2005)                  | Najwyższa pozycja |
| --------------------------------- | ----------------- |
| U.S. Billboard Adult Contemporary | 18                |

| Podsumowanie końcoworoczne (2003) | Najwyższa pozycja | Tygodni na liście |
| --------------------------------- | ----------------- | ----------------- |
| ARIA Singles Chart                | 7                 |                   |
| RIANZ Singles Chart               | 21                | 19                |

## Historia wydania
| Państwo           | Data       | Wytwórnia        | Format           | Katalog  |
| ----------------- | ---------- | ---------------- | ---------------- | -------- |
| Australia         | 28-02-2003 | Epic Records     | CD               | 673545.2 |
| Wielka Brytania   | 16-06-2003 | Epic Records     | CD               | 673955-2 |
| Stany Zjednoczone | 28-06-2005 | Daylight Records | digital download |          |